# 新喀麦隆

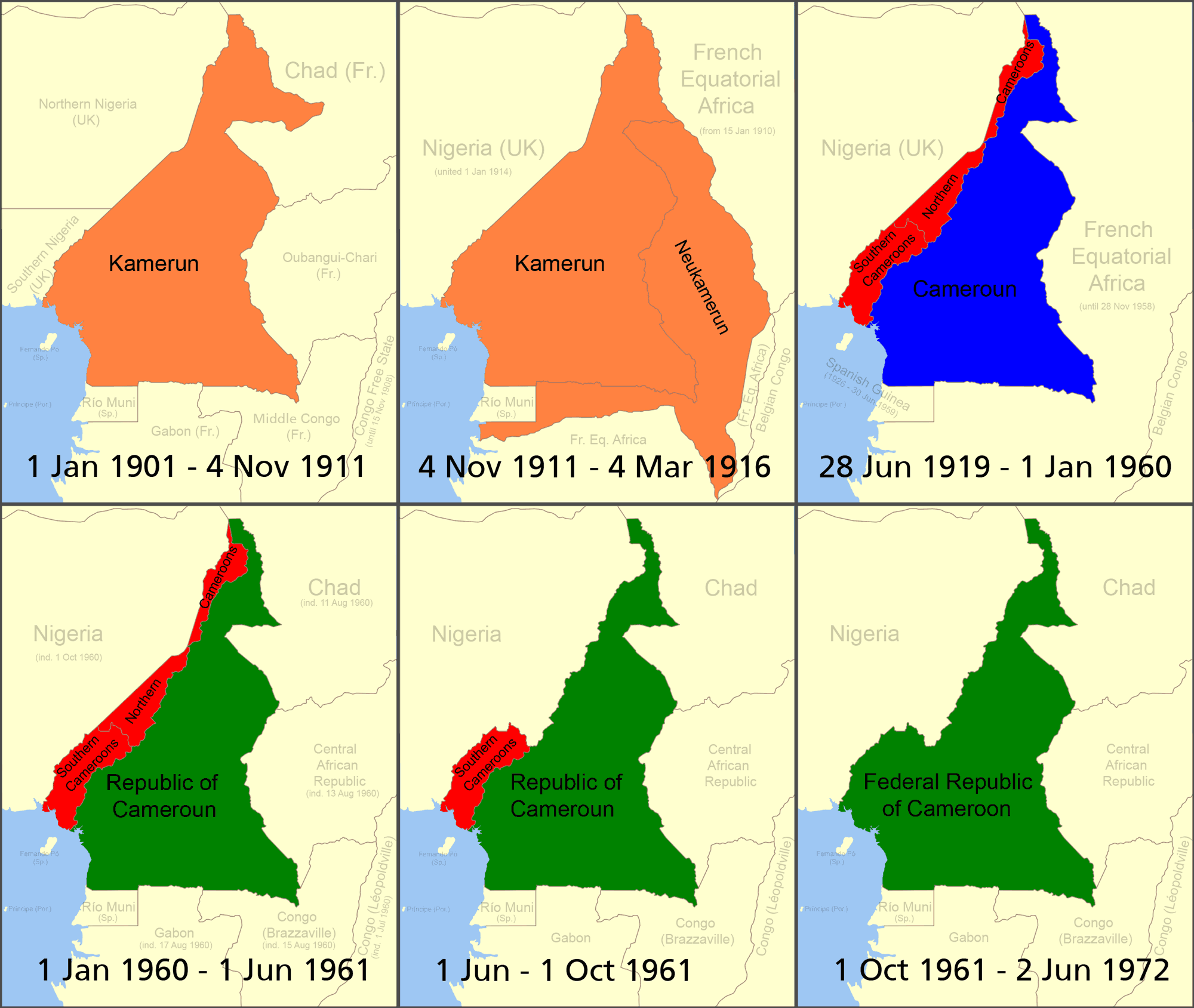
1901年–1972年间的喀麦隆

新喀麦隆（德語：Neukamerun）是一块1911年由法国割让予德国的中非殖民地。由德属喀麦隆总督提奥多尔·宰茨于1907年提议从法属刚果获取这块领地。德国在中非的唯一通航河道就是刚果河，而获取位于喀麦隆东边的这块领地对德国确保水路有关键的作用。
德法两国在摩洛哥问题上对立，1911年，围绕着摩洛哥的归属，第二次摩洛哥危机爆发。1911年7月9日两国同意进行谈判，11月4日，德法两国签署了《非斯条约》。法国同意割让法属刚果的一部给德国，以交换德国承认法国在摩洛哥的权益，以及德属喀麦隆东北部沙里河和洛贡河之间的一块条状领地。于是德属喀麦隆的总面积由465000平方公里增长至了760000平方公里。
这场交换在德国国内备受争议，反对者认为新的到的土地能得到的商业机会和利益甚少。德国殖民政府最终接受了这场交换。
第一次世界大战期间，法国热切希望重新拿回这块领地。1916年，德军在非洲全线失败时，法国占领了这块领地。战后法国控制了作为国联托管地的法属喀麦隆，合并入法属赤道非洲。今天这块地区分别属于乍得、中非共和国、刚果共和国及加蓬。

## 脚注
1. ↑  Ngoh 74.
2. ↑  Neba 4.
3. 1 2 3  DeLancey and DeLancey 200.
4. ↑  Ngoh 128.
5. ↑  Neba 4–5.